# Anodorhynchus
Anodorhynchus és un dels gèneres dels ocells coneguts vulgarment com a guacamais, tots ells dins la família dels psitàcids. És un gènere de grans ocells, distintius pel color blau, en lloc del verd dels altres guacamais. El guacamai jacint, amb quasi un metre de llargària, és el lloro més gran del món. Viuen en zones més o menys obertes al centre i est d'Amèrica del Sud.
De les tres espècies del gènere, dues estan en perill i l'altra possiblement ja extinta. Les tres espècies s'alimenten de les fruites d'unes poques espècies de palmes (sobretot, Acrocomia aculeata, Attalea phalerata, Butia yatay i Syagrus coronata).

## Llistat d'espècies
Se n'han descrit tres espècies d'aquest gènere:
- Guacamai jacint (Anodorhynchus hyacinthinus)
- Guacamai de Lear (Anodorhynchus leari)
- Guacamai glauc (Anodorhynchus glaucus)